# España, la primera globalización
España, la primera globalización es un documental histórico español, dirigido por José Luis López-Linares y estrenado el 15 de octubre de 2021. El preestreno tuvo lugar el 2 de octubre en el Cine Capitol de Madrid.
El documental recibió una secuela espiritual, Hispanoamérica, canto de vida y esperanza, también dirigido por López-Linares, en 2024.

## Contenido
El documental pone el foco en explicar aspectos poco conocidos de la historia del Imperio español para revertir la leyenda negra española. Cuenta con la participación de 39 historiadores, como Stanley Payne, Fernando García de Cortázar, Ricardo García Cárcel, Ramón Tamames, Nigel Townson, Marcelo Gullo, Carmen Iglesias, Elvira Roca Barea o Carlos Martínez Shaw.

## Expertos invitados
- Ana María Carabias Torres
- Jaime Contreras
- Natalia Denisova (Inés Montano)
- Carlos Enrique Díaz Urbina
- Catalina Font
- Antonio García Abasolo
- Rubén García Benito
- Ricardo García Cárcel
- Fernando García de Cortázar
- Manuel Gómez Lara
- Ignacio Gómez de Liaño
- Alfonso Guerra
- Marcelo Gullo
- Gijs van der Ham
- Abigail R. Horro
- Luo Huiling
- Carmen Iglesias
- Pedro Insua
- Miguel Ángel Ladero Quesada
- Maarten Larmuseau
- Patricio Lons
- Carlos Adrián López Ramos
- Manuel Lucena Giraldo
- Carlos Martínez Shaw
- Juan José Morales
- José María Moreno Martín
- Stanley G. Payne
- María Ángeles Pérez Samper
- Alicia Relinque
- Juan Carlos Rey
- Luis Ribot
- Martín Ríos Saloma
- Elvira Roca Barea
- Adelaida Sagarra Gamazo
- Blas Sierra de la Calle
- Ramón Tamames
- Nigel Townson
- Ricardo Andrés Uribe Parra
- Enriqueta Vila Vilar

## Producción
El proyecto contó con un presupuesto de 210 000 euros, de los cuales 96 160 euros se consiguieron mediante una campaña de micromecenazgo por internet. Fue coproducido por RTVE.

## Recepción
España, la primera globalización estuvo más de ocho semanas en cartelera en España y se convirtió en uno de los documentales más vistos del 2021 con más de 46 mil espectadores.
Uno de los propios ponentes del documental, Carlos Martínez Shaw, consideró más tarde que el documental padecía de una falta de rigurosidad histórica. En particular, defendió que comete falacia de evidencia incompleta y que ignora numerosa evidencia histórica contraria a la visión que se da en el documental. La Asociación Cultural Héroes de Cavite, asociada a la producción de la película, a su vez contestó a la crítica contraargumentando punto por punto lo criticado por Martínez Shaw.